# Johan Lammen
Johannes (Johan) Lammen (Amsterdam, 9 november 1901 - aldaar, 28 februari 1943) was een Nederlands bas.
Hij was zoon van Alida Wicherts en kantoorbediende Johannes Lammen. Hijzelf trouwde in 1933 met Jeanne Wensma (1901-2002). 
Hij zong reeds op jonge leeftijd in een koor in de Watergraafsmeer. Hij zou naar de ambachtsschool, het werd de machinistenschool om machines te kunnen bedienen, maar er was daarin geen werk. Hij werd kantoorbediende, maar een loopbaan daarin zag hij niet zitten en ook daarin was te weinig werk.
Hij kon echter via een beurs van het Conservatorium van Amsterdam aldaar gaan studeren. Hij kreeg er les van Di Moorlag, Rose Schönberg en de operaklassen van Pierre Palla en Johannes den Hertog. Hij werd eerst concert- en oratoriumzanger voor onder andere de VARA, maar trad onder invloed van de Wagnervereniging toe tot de opera die de Stadsschouwburg bediende, zo ook in het "Gemeentelijk Theaterbedrijf" dat onder supervisie werkte van de Duitse bezetter. Lammen en Den Hertog zouden nog een eigen operabedrijf willen oprichten, maar dat kwam er nooit van. 
Voordat zijn loopbaan een vlucht zou nemen overleed hij plotseling. Hij stond zaterdagmiddag 27 februari 1943 nog op de planken, zondagochtend overleed hij aan hartfalen.
Hijzelf gaf ook les, aan bijvoorbeeld Henk Kroes. Lammen zou 61 keer optreden met het Concertgebouworkest waarbij zong onder de dirigenten Theo van der Bijl, Pierre Monteux, Johannes den Hertog, Eduard van Beinum, Anthon van der Horst, Willem van Otterloo, Otto Glastra van Loon. 
In maart 1943, zijn overlijden en begrafenis waren landelijk nieuws, werd hij begraven op begraafplaats Zorgvlied waarbij burgemeester Edward Voute, Johannes den Hertog en Louis van Tulder toespraken hielden. Herman Nieland bespeelde het orgel in de aula. 
Een jaar na zijn overlijden stond de “Amsterdamse Opera” op Zorgvlied stil bij zijn overlijden, aanwezig waren Johannes den Hertog en Otto Glastra van Loon. Zes maart volgde nog een benefietconcert ten behoeve van zijn achtergebleven familie, de gemeente bleef daarin in gebreke. In 2002 werd de as van zijn vrouw (gecremeerd op de Nieuwe Oosterbegraafplaats) bij zijn graf verstrooid.